# Сервейер-4
«Серве́йер-4» (англ. Surveyor 4) — четвёртый американский беспилотный аппарат, являющийся частью лунной программы «Сервейер» и запущенный с целью мягкой посадки на Луну, а также исследований на её поверхности. Спускаемый аппарат разбился после потери связи, произошедшей за 2,5 минуты до прилунения.

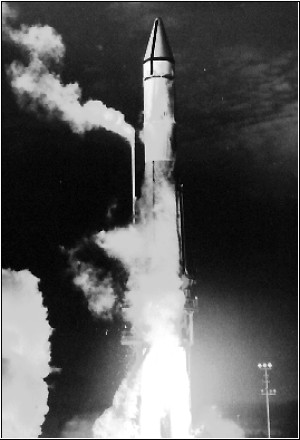
Взлёт ракеты Атлас-Центавр D AC-11 с Сервейер-4 на борту

## Задание и оборудование
Этот космический аппарат был четвёртым в серии аппаратов «Сервейер», предназначенных для мягкой посадки на поверхность Луны. Основной задачей было получение фотографий лунной поверхности для определения характеристик лунного рельефа, необходимых для программы «Аполлон». Посадка «Сервейера-4» планировалась в Центральном Заливе, в месте с координатами 0,4° северной широты и 1,33° западной долготы. На борту аппарата находились телевизионная камера со вспомогательными зеркалами, прибор для исследования механических характеристик грунта, тензометрические датчики на посадочных опорах, а также многочисленные инженерные датчики и приборы. Как и «Сервейер-3», аппарат был оснащён захватом с магнитом на нём для обнаружения железосодержащих гранул в лунном реголите.

## Авария
После перелёта к Луне, выполненного без происшествий, был запущен тормозной твердотопливный двигатель аппарата, чтобы затормозить станцию перед мягкой посадкой на поверхность. В ходе торможения связь с аппаратом была потеряна. Это произошло в 2:03 UTC 17 июля 1967 года, примерно за 2,5 минуты до расчётного момента приземления. Все попытки восстановить связь окончились неудачей. Среди возможных причин аварии называют взрыв твердотопливного двигателя или же отказ системы связи, но точную причину аварии установить не удалось.